# Union démocratique (Macédoine du Nord)
Pour les articles homonymes, voir Union démocratique.
L'Union démocratique (Демократски сојуз ou Demokratski sojuz, DS) est un parti politique macédonien proche du VMRO-DPMNE. En coalition avec ce dernier, il a obtenu un siège de député en 2006 et 2008.
Auparavant, l'Union démocratique avait participé au scrutin de 2002 et, n'étant alors membre d'aucune coalition, n'avait obtenu que 1,2 % des voix et aucun siège.